# Friedrich Gerhard
Friedrich Gerhard, född 24 juli 1884, död 17 maj 1950, var en tysk ryttare.
Gerhard blev olympisk mästare i dressyr vid sommarspelen 1936 i Berlin.